# قضية الاغتصاب الجماعي في كاندامالا 2015
قضية الاغتصاب الجماعى كاندمالا 2015 هي جريمة حدثت في مدينة راناجات منطقة نادية في دولة الهند بنغال الغربية.

## الحادثة
في مارس 2015 تعرضت راهبة - بكنسية الملنكار الكاثولكية تبلغ من العمر 71 عاماً - للاغتصاب بواسطة ثمان رجال سرقوا ايضاً المدرسة الكاثولكية المبشرة. قبل الهجوم، كانت المدرسة كانت قد أخبرت الشرطة بالفعل أنها قد تلقت بالفعل تهديدات بالقتل. في 26 مارس 2015، ألقت الشرطة القبض على رجلين لارتكابهم تلك الجرائم. وفي 20 مارس 2015 صرحت الشرطة انها قد اعتقلت اثنين بنجلاديشى الجنسية على خلفية الاشتباه بهم بالاعتداء الجنسى على الراهبه ذات الواحد وسبعين عاماً في دير راناجات قبل ستة أيام. وقالت مراقبة شرطة شمال دينجابور «ريزا» أن المشتبه بهم «موكال آلام» 28 عاماً و «مد ماجيد» 29 عاماً شوهدوا على شاشة كاميرا المراقبة  بدير مدرسة يسوع ومارى في مارس 2014 وواحد منهم كان شبيه بنسبة 75%. !!!

### رد الفعل
قابل الكاردينال باسليوس كليمس الضحية وصرح للصحافة أنه يجب وقف تلك الافعال المنافية للإنسانية وانه يطالب السلطات بالتأكد من تحقيق العدالة.